# Witpluimstaarteilandrat
De witpluimstaarteilandrat (Eliurus penicillatus)  is een zoogdier uit de familie van de Nesomyidae. De wetenschappelijke naam van de soort werd voor het eerst geldig gepubliceerd door Thomas in 1908.

## Voorkomen
De soort komt voor in Madagaskar.